# A vida por diante
A vida por diante es una serie de ficción emitida en la TVG, desarrollada por Raúl Dans y Daniel Domínguez a partir de una idea de Ramón Campos, dirigida por Carlos Sedes y producida por Voz Audiovisual.

## Características
Esta producción narra la vida de cinco mujeres que luchan por sacar adelante a sus familias después de que el barco que tripulaban sus maridos se hundiera, quedando ellas viudas. Una realidad gallega abordada desde la óptica dramática, pero no exenta de humor. Esta no fue la historia de las penurias de cinco familias, sino también el relato de nuevas ilusiones, de quien, aún con el recuerdo de la muerte de un ser querido, tiene toda la vida por delante.
Está protagonizada por Belén Constenla, Mela Casal, Olalla Salgado, Berta Ojea, María Salgueiro, Lino Braxe, Tamar Novas y Víctor Mosqueira entre otros.
A vida por diante se estrenó el 10 de enero de 2006 y concluyó el 18 de diciembre de 2007 luego de emitirse un total de 3 temporadas y 80 episodios de alrededor de una hora de duración cada uno y grabados en la ciudad coruñesa de Sada.

## Equipo técnico
- La serie está dirigida por Carlos Sedes y producida por Alfonso Blanco, David Martínez y Ramón Campos.

- Algunos de sus guionistas son Ramón Campos, Raúl Dans, David Ríos, Víctor Sierra, Beatriz Santana, Daniel Domínguez, Gema Neira y Carlos Portela.

## Audiencias
- 1.ª temporada: 193.000 espectadores (18,5%)
- 2.ª temporada: 178.000 espectadores (17,0%)
- 3.ª temporada: 150.000 espectadores (14,4%)

El estreno del primer capítulo de los 26 de A vida por diante, en TVG, ha sido todo un éxito. La serie se colocó en el segundo lugar de preferencia de los gallegos y 24 de cada cien espectadores de Galicia siguieron las andanzas del Santoña y las familias implicadas. En algunos momento, los picos de audiencia superaron el 30%. De media la serie fue vista por 257.000 personas. En su tercer capítulo fue seguido por una media de 241.000 espectadores, lo que representó una cuota de pantalla a lo largo de todo el capítulo del 22,3%, aunque ocasionalmente se alcanzó el 28% del share.

## Episodios
- La primeira temporada se emitió entre el 10 de enero de 2006 e o 11 de julio del mismo año
  - 1.2. Oliver cambon
  - 1.3. "Causa común"
  - 1.4. "Tempos"
  - 1.5. "Aprendendo a vivir"
  - 1.9. "Mentiras piadosas"
  - 1.11. "O naufraxio"
  - 1.13. "A derradeira viaxe"
  - 1.14. "O regreso de Quique"
  - 1.15. "Fillos"
  - 1.16. "Nais"
  - 1.20. "Lembranzas"
  - 1.24. "Separacións"
  - 1.25. "No máis profundo"
  - 1.26. "Un ano despois"

- La segunda temporada se estrenó 19 de septiembre de 2006 y concluyó el 26 de junio de 2007 y consta de los siguientes episodios:
  - 2.1. "A vida segue"
  - 2.2. "A toda máquina"
  - 2.3. "Perdóame, fillo"
  - 2.4. "O roubo"
  - 2.5. "Novas Amizades"
  - 2.6. "Ruido"
  - 2.7. "Seguro de accidentes"
  - 2.8. "Sen descanso"
  - 2.9. "Facendo camiño"
  - 2.10. "Encontros e desencontros"
  - 2.11. "Esquecemento"
  - 2.12. "De costas á verdade"
  - 2.13. "Xuízos e faltas"
  - 2.14. "Os que agardan"
  - 2.15. "Traballos"
  - 2.16. "Recórdame"
  - 2.17. "Miradas perdidas"
  - 2.18. "Parellas"
  - 2.19. "Corazón durmido"
  - 2.20. "Dime que me queres"
  - 2.21. "Mentres agonizo"
  - 2.22. "O mar en calma"
  - 2.23. "Segredos e mentiras"
  - 2.24. "Cando volvas ó meu lado"
  - 2.25. "Visitas incómodas"
  - 2.26. "Probas da vida"
  - 2.27. "Na saúde e na enfermidade"
  - 2.28. "Será marabilloso"
  - 2.29. "Non todo é o que parece"
  - 2.30. "Un lugar no mundo"
  - 2.31. "Muiñeira de Sada"
  - 2.32. "A vida é así"
  - 2.33. "Cinzas"
  - 2.34. "Rendendo Contas"
  - 2.35. "Cara e cruz"
  - 2.36. "Aínda que esteas lonxe"
  - 2.37. "De pais a fillos"
  - 2.38. "Antes de que anoiteza"
  - 2.39. "Queda comigo"
  - 2.40. "Medo a caer"
  - 2.41. "E foron felices..."

- La tercera y última temporada se estrenó el 25 de septiembre de 2007 y concluyó el 18 de diciembre de 2007.
  - 3.1. "Lúa sen mel"
  - 3.2. "Despois da tormenta"
  - 3.3. "Cousas de parella"
  - 3.4. "Costa abaixo"
  - 3.5. "Amigos ou inimigos"
  - 3.6. "O neno ten que ser artista"
  - 3.7. "Tempos revoltos"
  - 3.8. "Faltas e culpas"
  - 3.9. "Fogar, dulce fogar"
  - 3.10. "Dicir adeus, dicir quérote"
  - 3.11. "Asuntos de familia"
  - 3.12. "Unha nova vida"
  - 3.13. "Historia do Santoña"